# Sphenomorphus transversus
Sphenomorphus transversus — вид сцинкоподібних ящірок родини сцинкових (Scincidae). Ендемік Папуа Нової Гвінеї.

## Поширення і екологія
Sphenomorphus transversus відомі за типовим зразком, зібраним на острові Бугенвіль в архіпелазі Соломонових островів, на висоті 600 м над рівнем моря. Вони живуть у вологих гірських тропічних лісах.